# Bram Rovers
Bram Rovers, né le 14 janvier 2005 à Bois-le-Duc aux Pays-Bas, est un footballeur néerlandais qui évolue au poste d'arrière droit au SC Heerenveen.

## Biographie

### En club
Né à Bois-le-Duc aux Pays-Bas, Bram Rovers est formé par le PSV Eindhoven qu'il rejoint en 2012.
En fin de contrat à l'été 2024 avec le PSV Eindhoven, il rejoint librement le SC Heerenveen, intégrant dans un premier temps l'équipe réserve du club. Il signe le 26 juin 2024 pour un contrat d'un an, avec une année supplémentaire en option.

### En équipe nationale
Bram Rovers est sélectionné avec l'équipe des Pays-Bas des moins de 17 ans pour participer au championnat d'Europe des moins de 17 ans en 2022. Les Pays-Bas se qualifient ensuite pour la finale du tournoi après leur victoire aux tirs au but face à la Serbie en demie le 29 mai. Il est titularisé lors de la finale face à la France le 1er juin 2022 mais son équipe s'incline cette fois par deux buts à un.

## Palmarès

### En sélection
Pays-Bas -17 ans
- Championnat d'Europe -17 ans :
  - Finaliste : 2022.